# Válka v Zálivu
Válka v Zálivu či válka v Perském zálivu (2. srpna 1990 – 28. února 1991), někdy označovaná jako první válka v Zálivu, a pro operace vedoucí k nahromadění vojsk na území Saúdské Arábie i k její obraně známá jako operace Pouštní štít (2. srpna 1990 – 17. ledna 1991) a operace Pouštní bouře (17. ledna 1991 – 28. února 1991) během bojové fáze, byla ozbrojeným konfliktem mezi Irákem a koalicí 28 států v čele s USA, kterým OSN poskytla mandát k provedení vojenské operace za účelem osvobození Kuvajtu. Na straně OSN se zúčastnilo i Československo.
Irácká invaze do Kuvajtu, která proběhla 2. srpna 1990, se setkala s mezinárodním odsouzením, Rada bezpečnosti OSN schválila ekonomické sankce proti Iráku. Americký prezident George H. W. Bush vyslal americká vojska k obraně Saúdské Arábie, záhy se přidaly další státy. Většinu vojenských sil koalice tvořili Američané spolu se Saúdskými Araby následovaní Brity, Egypťany a Francouzi. Polovinu nákladů operace uhradila Saúdská Arábie.
Počáteční konflikt, který měl vytlačit irácké jednotky z Kuvajtu, začal leteckým a námořním bombardováním 17. ledna 1991 a trval pět týdnů. 24. února následoval pozemní útok. Tento boj znamenal rozhodující vítězství pro koaliční síly, které osvobodily Kuvajt a pokračovaly na irácké území. Koalice svůj postup zastavila a vyhlásila příměří 100 hodin od zahájení pozemní kampaně. Letecké a pozemní boje byly omezeny na Irák, Kuvajt a oblasti na hranici Saúdské Arábie. Irák také zahájil útoky raketami Scud proti koaličním vojenským cílům v Saúdské Arábii a proti Izraeli.

## Příčiny

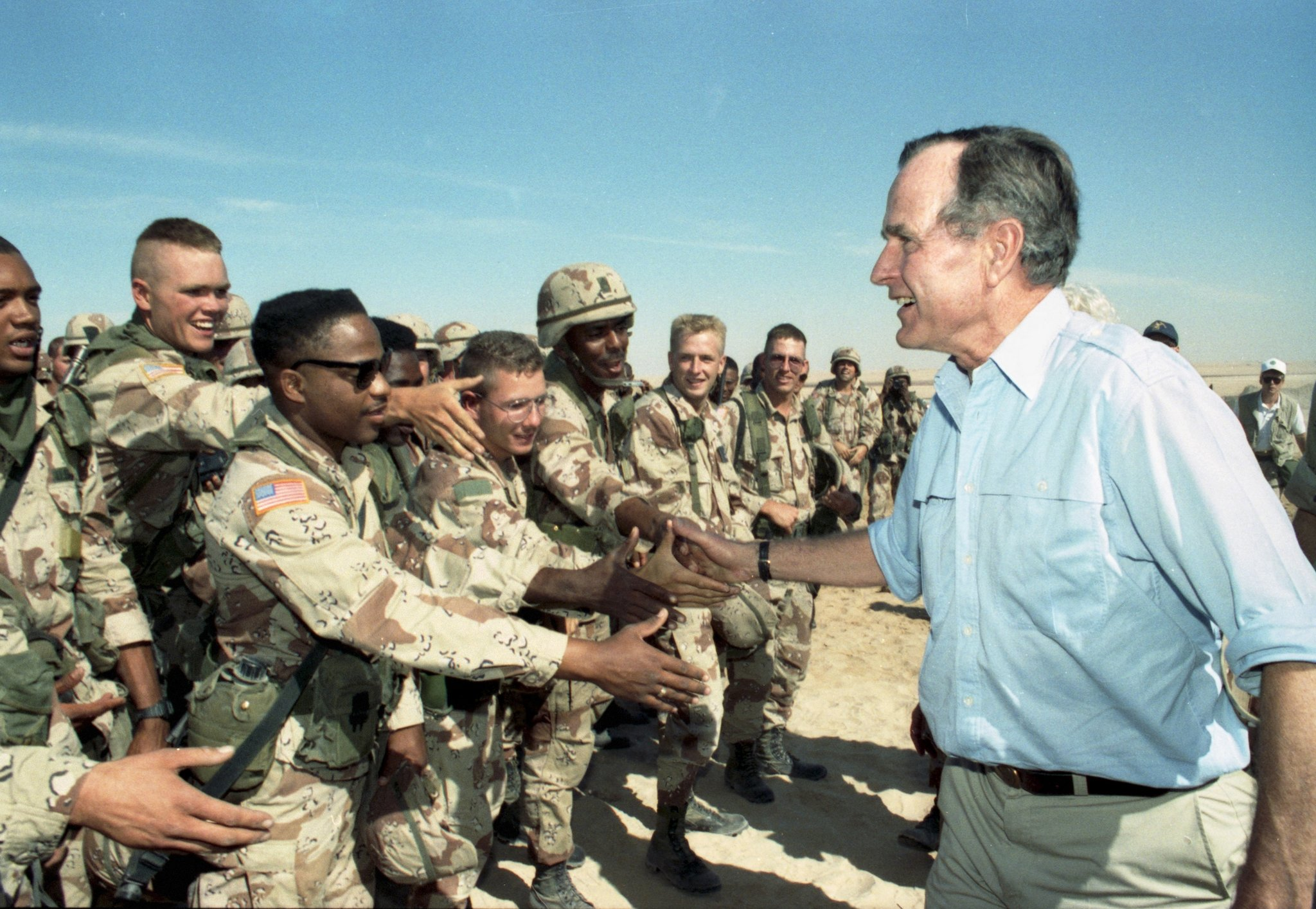
Prezident Bush při návštěvě amerických jednotek v Saúdské Arábii na den díkuvzdání, 1990

Irácko-íránská válka, která skončila v roce 1988, Saddáma Husajna a jeho režim finančně zruinovala. Dlužil 15 miliard dolarů Kuvajtu, přibližně stejnou částku Saúdské Arábii a dalších 10 miliard ostatním věřitelům.[zdroj?] Další půjčky mu byly zamítnuty. Jedinou záchranou ze spirály dluhů a úroků byla domácí ropná produkce. Jenže ve stejném roce konce irácko-íránské války společenství OPEC schválilo limity produkce svých členských států, což stavělo Saddáma Hussajna do ještě svízelnější situace. Navíc, Kuvajt v této době přesáhl v těžbě ropy svůj limit o 20 % a nepřímo přispěl k tomu, že cena této suroviny vlivem převisu nabídky poklesla, což výnosy z irácké ropné produkce (která tvořila značnou část ekonomiky celé této země) znehodnotilo.
Husajn se tedy vydal cestou nátlaku na Kuvajt. Začal otevřeně provokovat. Tvrdil, že Iráku náleží ušlý zisk ve výši 22,4 mld. dolarů z ukradené ropy těžené Kuvajtem metodou šikmých vrtů u ropného pole Rumajlá, které leží na hranici obou států, že Kuvajt je historicky (tedy i po roce 1928, kdy byl od něj oddělen) 19. provincií Iráku apod. Americká zahraniční politika se již řadu let zabývala islámskou revolucí v Íránu, která začala svržením šáha. Irák se tehdy jevil jako vhodná protiváha fundamentalistů. Když začala irácko-íránská válka, USA (ale i mnoho dalších států včetně Francie a SSSR) Saddáma fakticky podporovalo, včetně informací CIA o pohybech íránské armády.

## Průběh

### Irácká invaze a operace Pouštní štít
- 2. srpna 1990 – irácké jednotky čítající 100 tisíc vojáků a 300 tanků vtrhly s obrovskou přesilou do Kuvajtu. Došlo k rozdrcení slabé obrany Kuvajtu v počtu 16 000 mužů a k následnému ovládnutí jeho území.[4] S OSN přijalo rezoluci, která vyzývala Irák, aby se okamžitě stáhl.
- 3. srpna – Jordánský král Husajn navrhoval konferenci čtyř arabských států za účasti egyptského prezidenta Mubaraka, jeho osoby, Saddáma Husajna a za předsednictví krále Fahda ze Saúdské Arábie. Věřil, že takováto konference by mohla přesvědčit iráckého diktátora, aby se bez boje stáhl z Kuvajtu. Rychlé Saddámovo odmítnutí jeho arabské přátele urazilo. Otevřela se tak cesta k tomu, aby Saúdská Arábie souhlasila s umístěním cizích vojenských jednotek na svém území.
- 6. srpna – Saúdská Arábie oficiálně požádala síly Spojených států, aby vstoupily do království za účelem jeho obrany. První letky stíhačů odletěly na Blízký východ téhož dne. Začala operace Pouštní štít. Jejím cílem bylo zabránit Saddámovi v další expanzi. V té době zdaleka nebylo jasno, zda zvítězí diplomatické či vojenské řešení krize.
- 11. září – Prezident Bush v jednom ze svých projevů uvádí, že „během (řádově) dnů zaplavilo Kuvajt 120 tisíc mužů irácké pěchoty a 850 tanků…“ a začínají ohrožovat Saúdskou Arábii, k jejíž hranici se přiblížili. Pentagon prohlásil, že má satelitní snímky iráckých jednotek poblíž hranic mezi Kuvajtem a Saúdskou Arábií.
- 10. října – Prezident Bush se zasazuje o vojenský zásah, ale podle průzkumů veřejného mínění není americká veřejnost jednoznačně rozhodnuta pro nasazení svých jednotek. 10. října ve slyšení před Kongresem Spojených států vystoupila patnáctiletá dívka, která popisovala událost, při které měli iráčtí vojáci vtrhnout do kuvajtské nemocnice, kde tato dívka měla pracovat, a zabíjet novorozence v inkubátorech. Svědectví mělo vliv na veřejné mínění, představitele Senátu i následné schválení vojenského zásahu. Až v září 1992 vyšlo najevo, že se jednalo o nepravdivé informace. Dívka byla dcerou kuvajtského ambasadora, v té době v Kuvajtu nebyla a své vystoupení před Kongresem konzultovala s experty na public relations.[5][6]Odpal střely BGM-109 Tomahawk, 17. ledna 1991

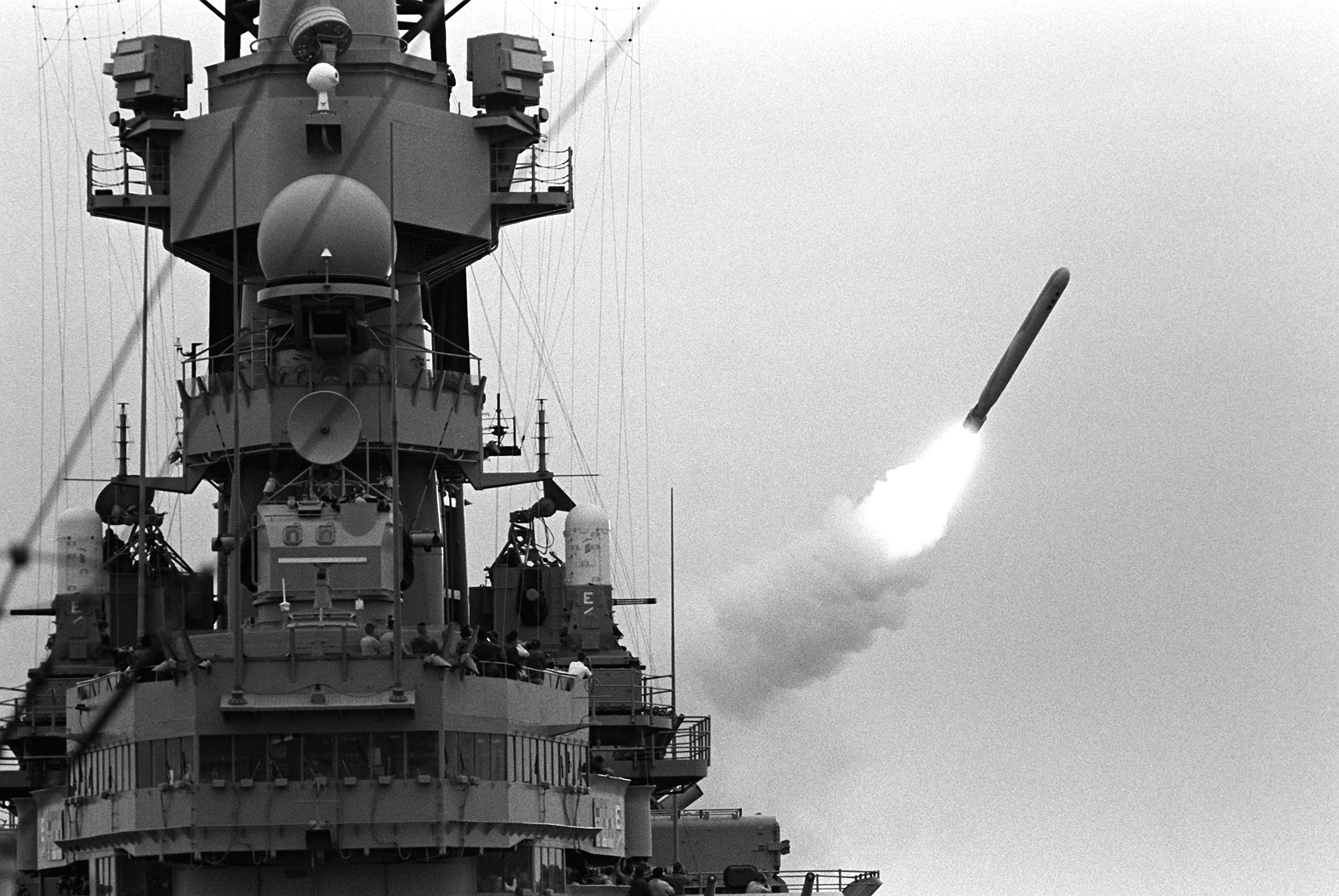
Odpal střely BGM-109 Tomahawk, 17. ledna 1991

- 21. října – Saddám Husajn přednesl prohlášení Revoluční velitelské rady. V něm tvrdil, že není ani nejmenší možnost iráckého odsunu z Kuvajtu a všechny pokusy vyhnat Irák by vedly k „matce bitev“. Rada bezpečnosti OSN schválila celkem 12 rezolucí odsuzujících agresi Iráku proti Kuvajtu. Ve většině z nich spolu poprvé hlasovalo všech pět stálých členů. Vznikla koalice 28 států, jejichž jednotky se vydaly do ohrožené oblasti v Perském zálivu. Součástí 300tisícové koaliční armády byla i čs. protichemická jednotka.[7] Faktickým ultimátem pro Saddáma byla rezoluce Rady bezpečnosti OSN č. 678.
- 17. ledna 1991 začala operace Pouštní bouře.

### Ocelový déšť
Vrchní velitel koaličních sil generál Norman Schwarzkopf měl jasný plán. Prvním cílem musí být nepřátelské radarové a protiletecké systémy. Nepřítel nesmí vidět útočící letadla, jinak hrozí velké ztráty.
- 17. 1. 1991 2:38 – z vrtulníků AH-64A Apache, které operují nízko nad terénem a jsou těžko detekovatelné, byla vypálena baráž raket typu AGM-114C Hellfire. Jejich úkolem bylo zničit radary včasného varování v jižním Iráku.
- 3:00 – přesně v hodinu H „neviditelné“ bombardéry Lockheed F-117 Nighthawk vypouští první laserem naváděné bomby na telekomunikační centrum v Bagdádu.
- 3:03 – z lodí v Rudém moři a Perském zálivu startují střely Tomahawk s plochou dráhou letu.
- Byly také použity klamné cíle BQM-74C Chukar pro krytí skutečných střel BGM-109 Tomahawk. V několika případech byly klamné cíle Chukar použity pro odhalení radarů protiletadlové obrany a následně zničeny protiradarovými střelami AGM-88 HARM.
- Pátého dne války byla irácká protiletadlová obrana vyřazena z provozu. Následně začalo vytrvalé bombardování ve dne i v noci. Tento ocelový déšť dopadal na Irák 43 dnů.

### Pouštní bouře

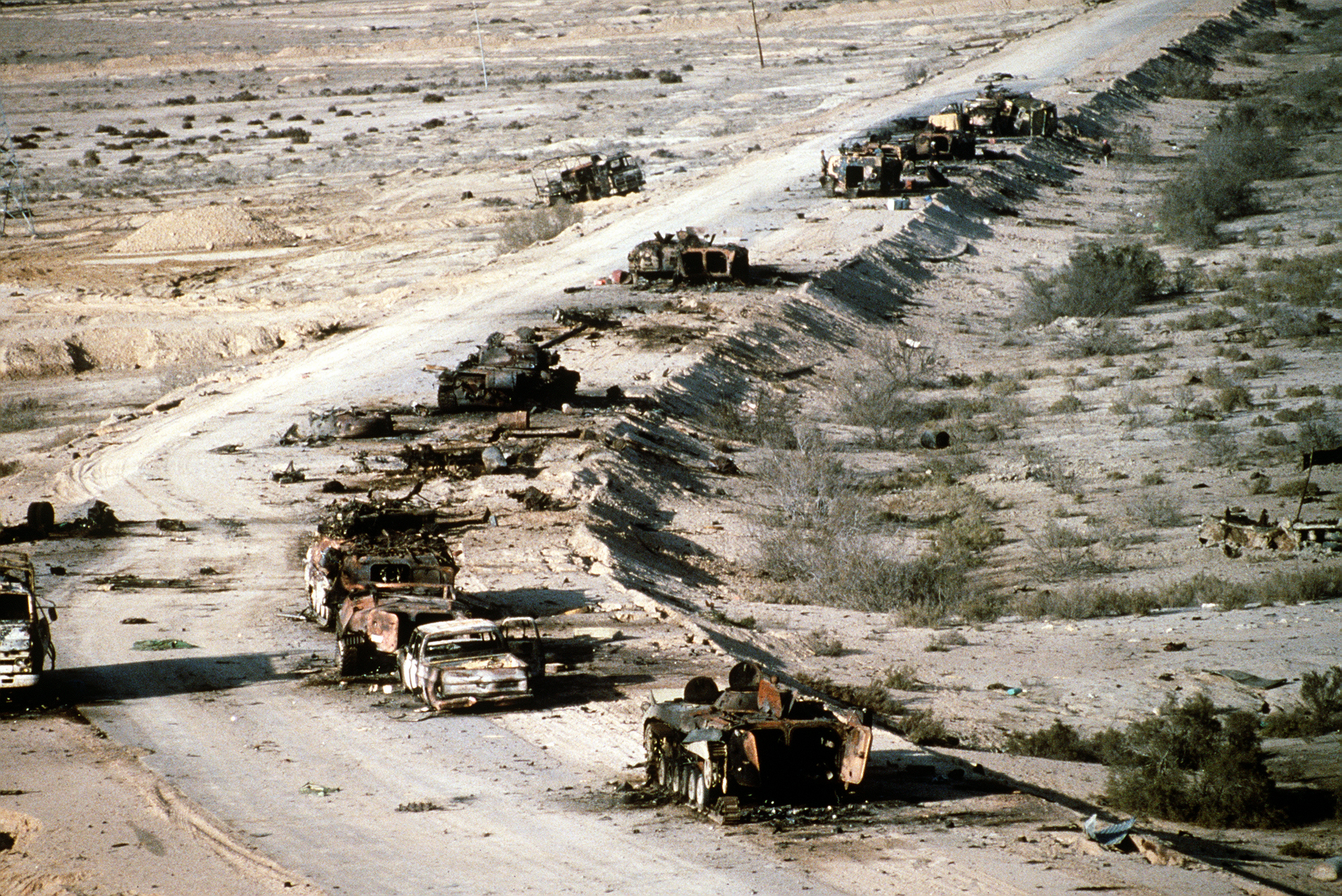
Zničený irácký konvoj na „dálnici smrti“, 4. března 1991

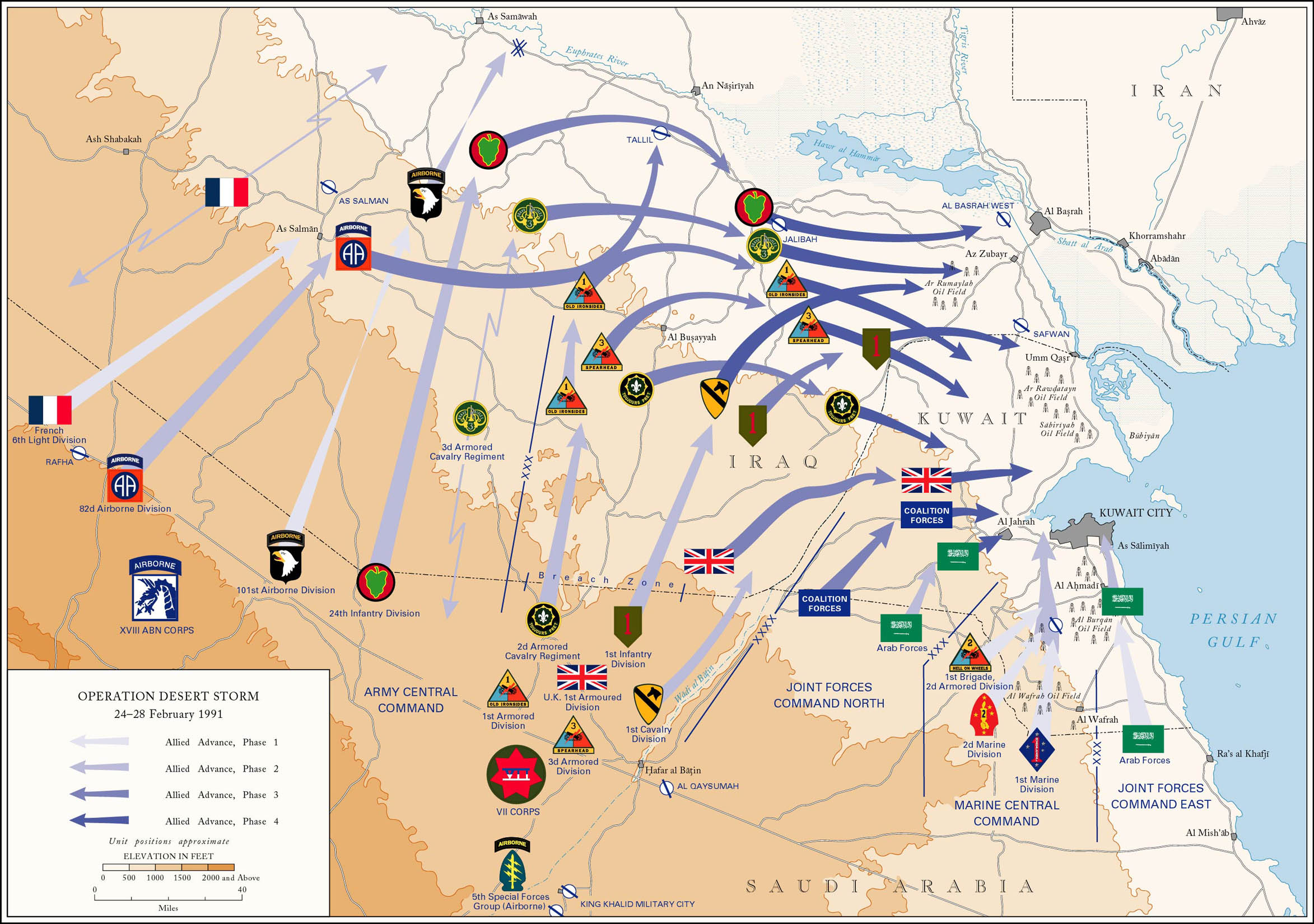
Mapa operace Pouštní bouře

Když USA získaly naprostou leteckou převahu nad Irákem, začala operace Pouštní bouře, jejímž cílem bylo vyhnat irácké okupanty z Kuvajtu. Aby toho dosáhl, naplánoval Schwarzkopf masivní obchvatný manévr. Na hlavní město Kuvajt byly provedeny diverzní útoky, ale hlavní útok směřoval přes saúdskoarabskou hranici směrem na sever a pak se stočil na východ. Dne 24. února začal pozemní útok mohutným leteckým a dělostřeleckým bombardováním Iráckých frontových linií. Poté americký 17. sbor, 101. výsadková divize a francouzská 6. Daguetova divize pronikly hluboko na irácké území. Hned za nimi postupoval americký 7. sbor včetně britské 1. obrněné divize, která se stočila východním směrem na Kuvajt. Nakonec americká námořní pěchota a pozemní jednotky arabských států postoupily přímo přes kuvajtskou hranici k hlavnímu městu. Úvodní spojenecké bombardování bylo tak intenzivní, že mnozí iráčtí vojáci byli zaživa pohřbeni ve svých bunkrech, zatímco ostatní byli tak otřeseni, že se okamžitě vzdávali, někteří dokonce bezpilotnímu průzkumnému letadlu. Přístroje pro noční vidění a granáty s ochuzeným uranem dávaly západním ozbrojeným silám naprostou převahu nad sovětskými tanky, kterými disponovala irácká armáda. Když se někde spojenecké jednotky setkaly s odporem, rychle se jim ho podařilo zlomit. Obávaná republikánská garda – elitní jednotky armády Saddáma Husajna byla rychle obklíčena a bombardována tak dlouho, až se vzdala. Operace pouštní bouře byla ukončena 28. února, kdy byl Kuvajt osvobozen.

### Izrael

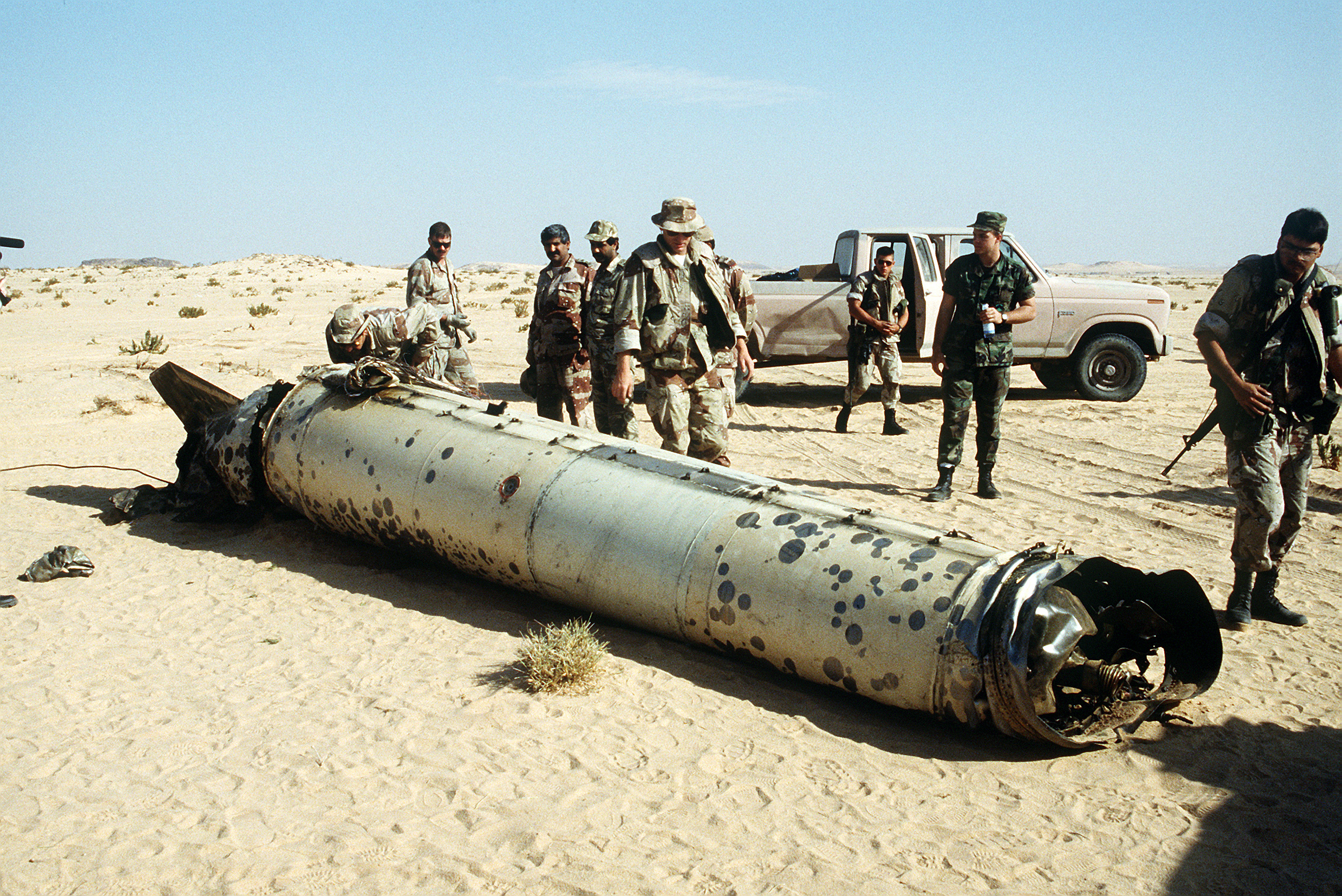
Vojáci zkoumají zbytky rakety Scud

Po napadení Irák zareagoval 19. ledna odpálením raket Scud částečně na spojenecké základny v Saúdské Arábii, ale hlavně na území Izraele. Předpokládal, že Izrael vojensky zareaguje, a to by mohlo vést k rozbití koalice, neboť Arabové by mohli mít problém pokračovat v boji po boku Židů.
Od svých spojenců dostal de facto ultimátum nechat na svá města dopadat rakety Scud, a nepodnikat nic. To se příčilo celé dosavadní izraelské strategii. Diplomatická jednání byla velmi složitá. Misku vah převážily až americké baterie obranných protiraketových střel MIM-104C Patriot PAC-2. Nakonec Saddámův plán nevyšel a Izrael si zachoval neutralitu.

### Role médií
Válka v Zálivu je specifická tím, jakou úlohu v ní sehrála média. V televizi se sice objevovaly záběry z válčení, jednalo se však především o odosobněné záznamy naváděných raket nebo nočních bojů, při nichž diváci nemohli spatřit umírající vojáky nebo civilisty.
Pentagon po zkušenosti s vlivem médií na průběh války ve Vietnamu přehodnotil situaci a v podstatě převzal iniciativu tím, že přicházel médiím a novinářům vstříc – například prostřednictvím tzv. embedded journalismu nebo konáním brífingů a tiskových konferencí – mnoho zpráv tak pocházelo právě z těchto zdrojů, pořádaných přímo armádou, nikoliv z vlastní zkušenosti novinářů. U podrobnějších zpravodajských a komentovaných relací o válce v Zálivu se objevovala řada poradců Pentagonu coby respondenti, kteří zodpovídali otázky moderátorů, a diváky byli vnímáni jako autorita.

## Dohra

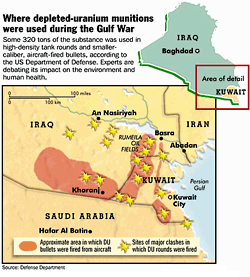
Mapa přibližného území, kde došlo ke střetům, ve kterých byl používán ochuzený uran

Úspěch nepřinesly ani obranné či lokální útočné operace irácké armády, která byla v ploché poušti velmi rychle rozdrcena zejména leteckými údery. Husajn následně nařídil zapálit ropné vrty v Kuvajtu, popř. vypustit ropu do moře (tím způsobil velké ekologické a ekonomické škody) a stáhl své nejlepší jednotky (zejm. Republikánskou gardu) pryč, aby se vyhnul jejímu zničení. S její pomocí pak potlačil povstání šíitů, které Američané vyprovokovali, aniž by mu pak poskytli slibovanou pomoc.
Válka skončila osvobozením Kuvajtu. Američané ani jejich spojenci se neodhodlali ke svržení Husajna (ke kterému ovšem neměli mandát od OSN). K jeho svržení (též bez mandátu OSN) došlo až později, ve válce v Iráku. Protože pozemní boje byly sváděny především v otevřené pouštní krajině, ztráty na životech nebyly zdaleka takové, jak se původně spojenečtí plánovači obávali. Generál Schwarzkopf už při svém jmenování striktně trval na tom, že bojové operace bude řídit on se svým štábem, a ne Bílý dům.

### Ztráty
Na straně spojenců se udává kolem 400 mrtvých a necelých 1000 zraněných, odhady iráckých ztrát se velmi rozcházejí. Nejmenší odhady docházejí k 1500 obětí, největší uvádějí až 200 000 obětí, nejčastěji se uvádí 25 000 – 75 000 obětí mezi vojáky a několik tisíc mezi civilním obyvatelstvem. Některé odhady uvádějí až 35 000 civilních obětí. Do spojeneckého zajetí padlo na 71 000 příslušníků irácké armády.

### Ztráty vzdušných sil
Celkem ztratila koalice přes 70 letadel, převážně vlivem irácké pozemní PVO. Například Američané ztratili během kampaně: 3× F-16, 1× F-14, 2× F-15, 2× F-18, 4× A-10 a mnoho dalších typů. Tyto ztráty jsou obecně považovány za velice nízké, neboť se předpokládalo, že koalice ztratí jenom v prvních dnech války přes 100 letadel.
Irácké letectvo mělo ztráty mnohem vyšší, po skončení bojů přestalo prakticky existovat. Během vzdušných soubojů ztratilo 13 letadel a další stovky strojů na zemi. Do příští války v roce 2003 již nezasáhlo.
Irácké letectvo si může nárokovat pouze jediné vzdušné vítězství, kdy v první den války irácký Mig-25 sestřelil americkou stíhačku F-18.

## Důsledky války

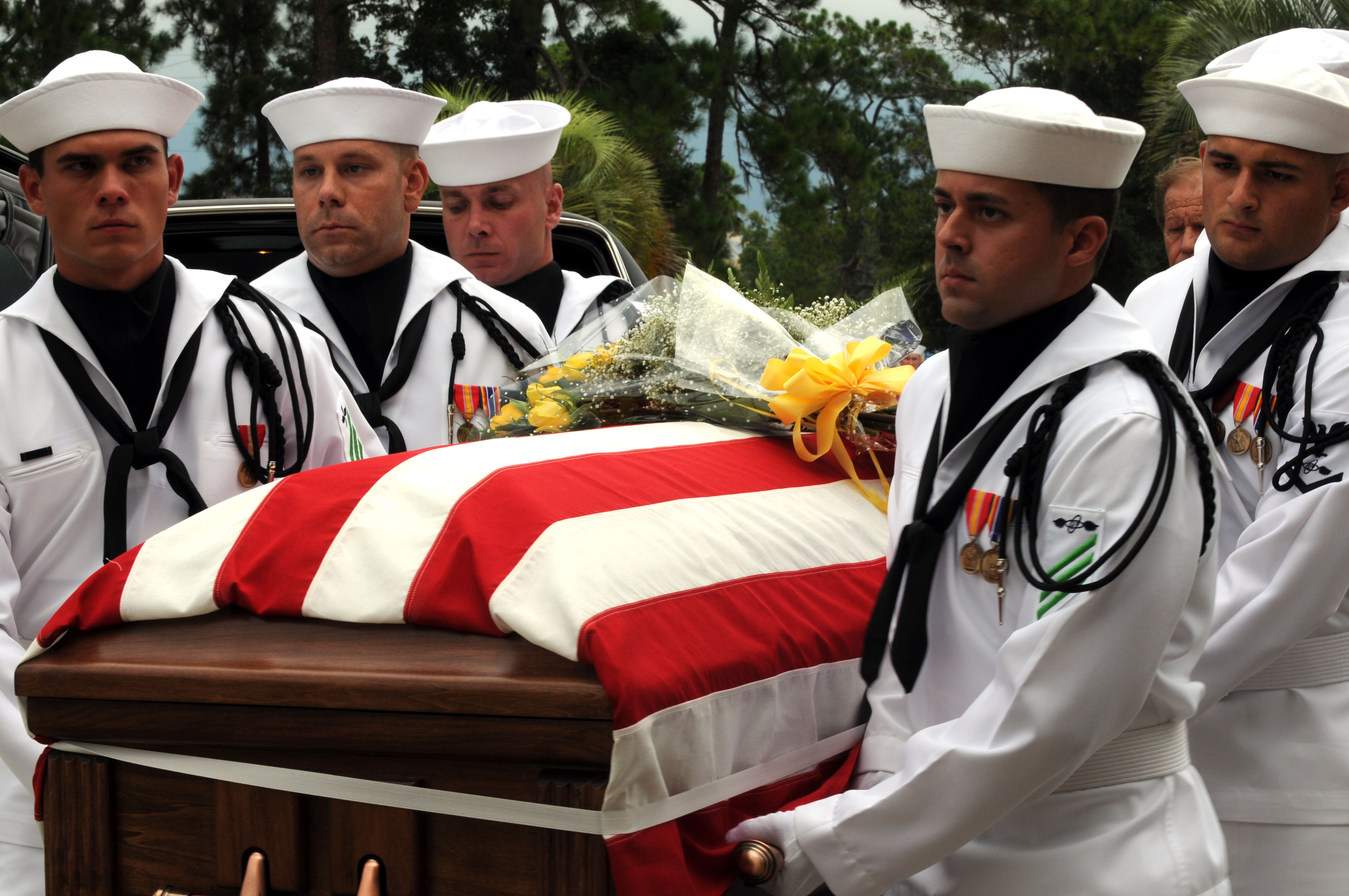
Američtí námořníci nesoucí rakev pilota Scotta Speichera

- Cena ropy během války vzrostla z 13 na 40 dolarů za barel. Cena zlata na burzách se dočasně zdvojnásobila.
- Elf Aquitaine získala exkluzivní práva na těžbu v Iráku.
- Spojenecká vojska vystřílela nebo svrhla okolo 325 tun munice a bomb z ochuzeného uranu.
- OSN na Irák uplatnila ekonomické sankce, které trvaly od 6. srpna 1990 do začátku druhé války v Zálivu 22. března 2003
- Na jihu země byly zřízeny bezletové zóny. Saddámova armádní technika byla po válce prakticky zničena a od té doby nedosáhla stavů a síly z roku 1990.[9]
- Podle OSN pro životní prostředí (UNEP) došlo během války při uvolnění 15 000 tun zplodin z ropných vrtů do atmosféry k „rozsáhlé ekologické katastrofě“.[10]
- Armáda Spojených států amerických vybudovala vojenské základny v Saúdské Arábii a Kuvajtu (v roce 1991 Camp Doha, v roce 1999 Camp Arifjan).
- Část veteránů z Války v Perském zálivu (např. pěchota, která se pohybovala mezi zapálenými kuvajtskými ropnými poli) trpí psychosomatickými, respiračními, imunitními, psychickými či jinými poruchami („syndrom války v Perském zálivu“). Příčinou je patrně porucha mitochondrií.[11] V ČR onemocnění není oficiálně uznáno.[12]

## Galerie

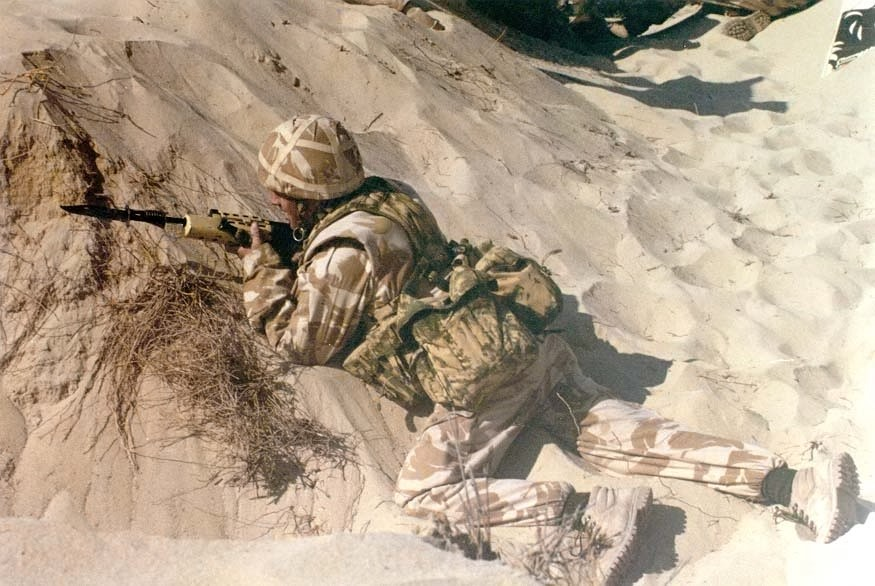
Britský voják při výcviku před útokem, 6. ledna 1991
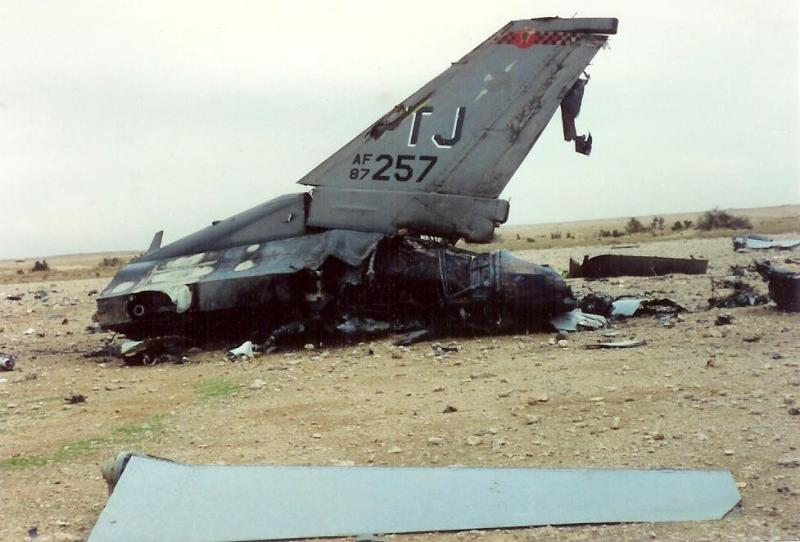
Trosky sestřelené americké F-16, 19. ledna 1991
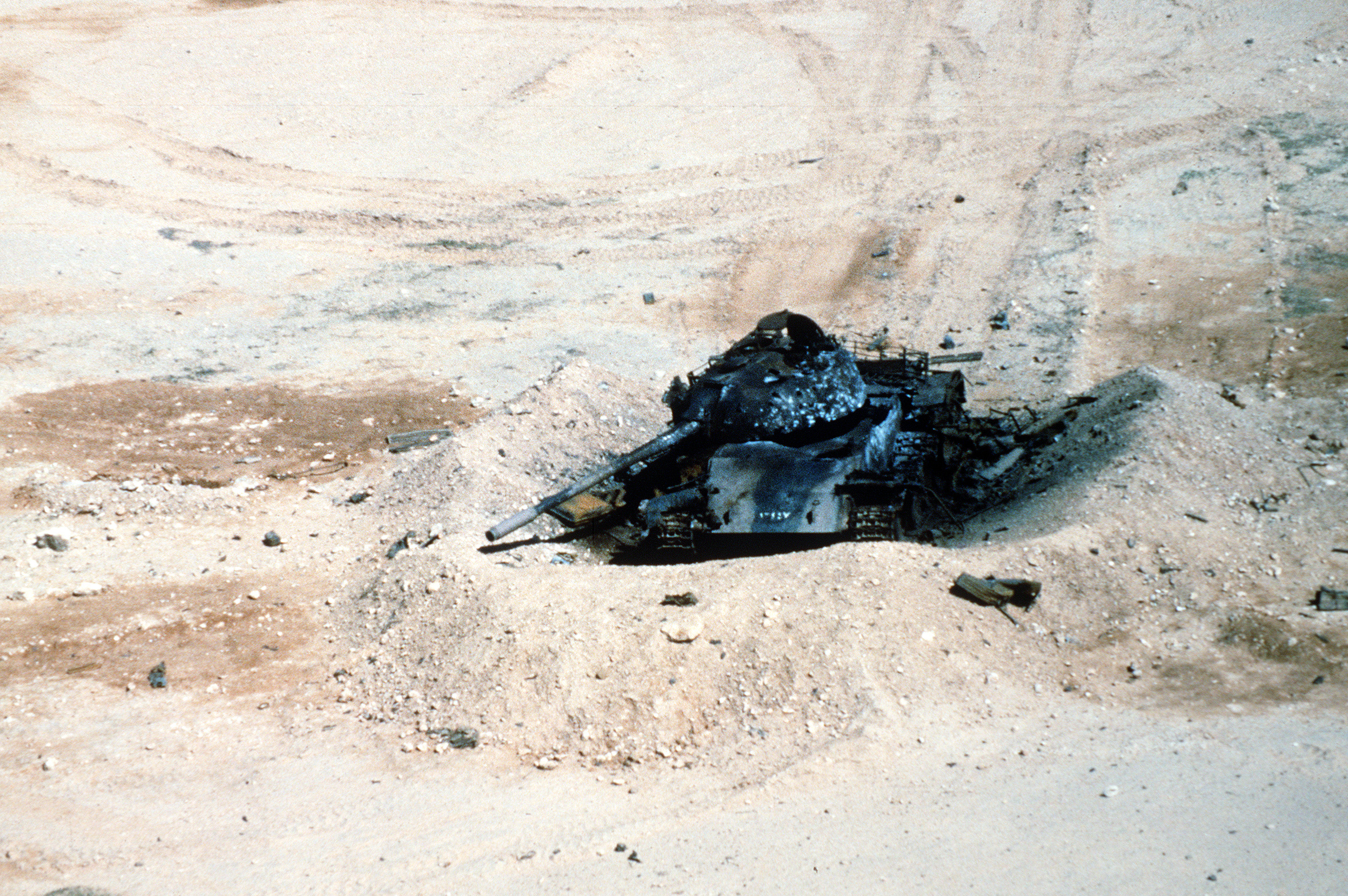
Zničený tank, 7. února 1991
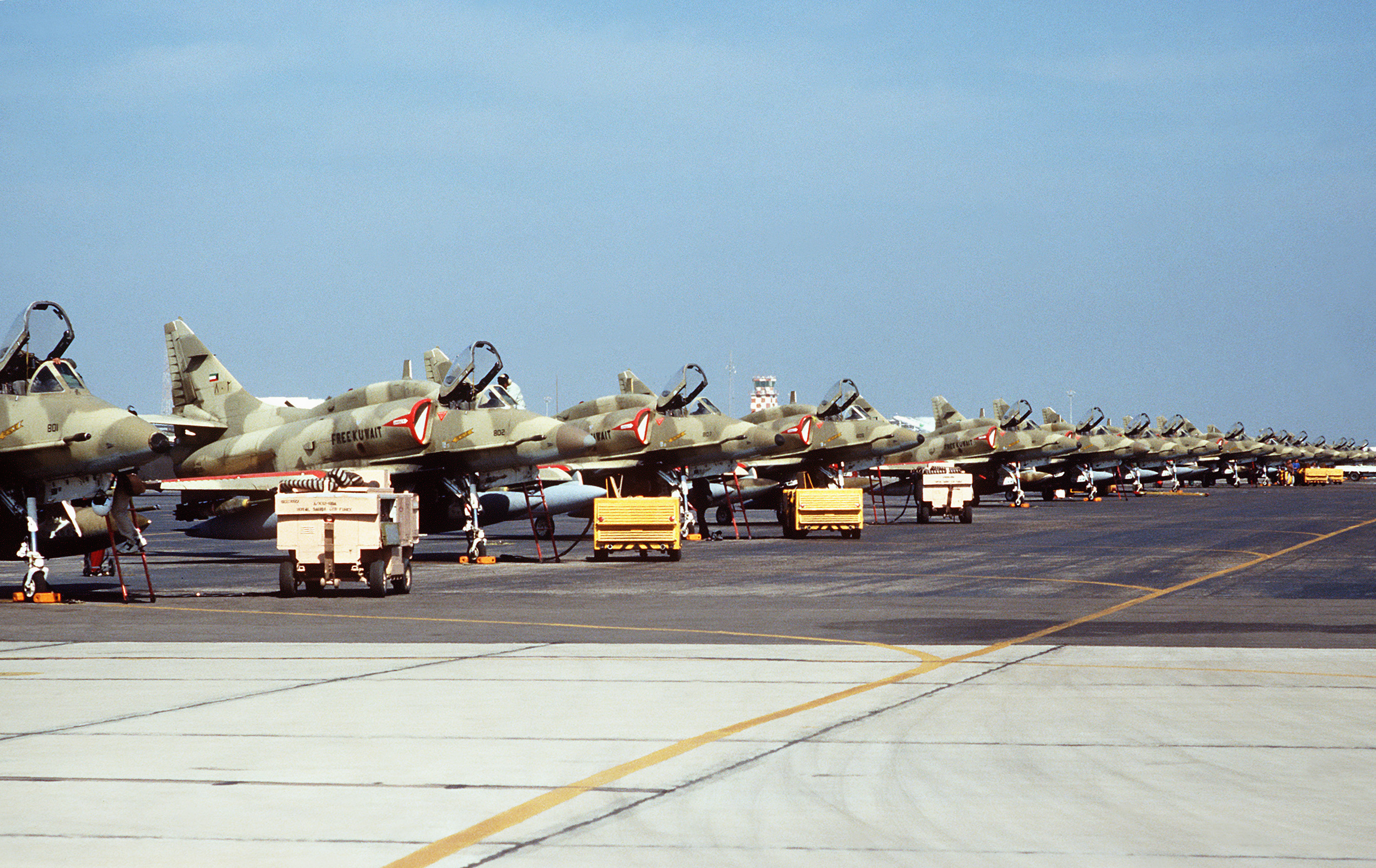
Letadla McDonnell Douglas A-4KU Skyhawk kuvajtského letectva  při přípravě na misi, 13. února 1991
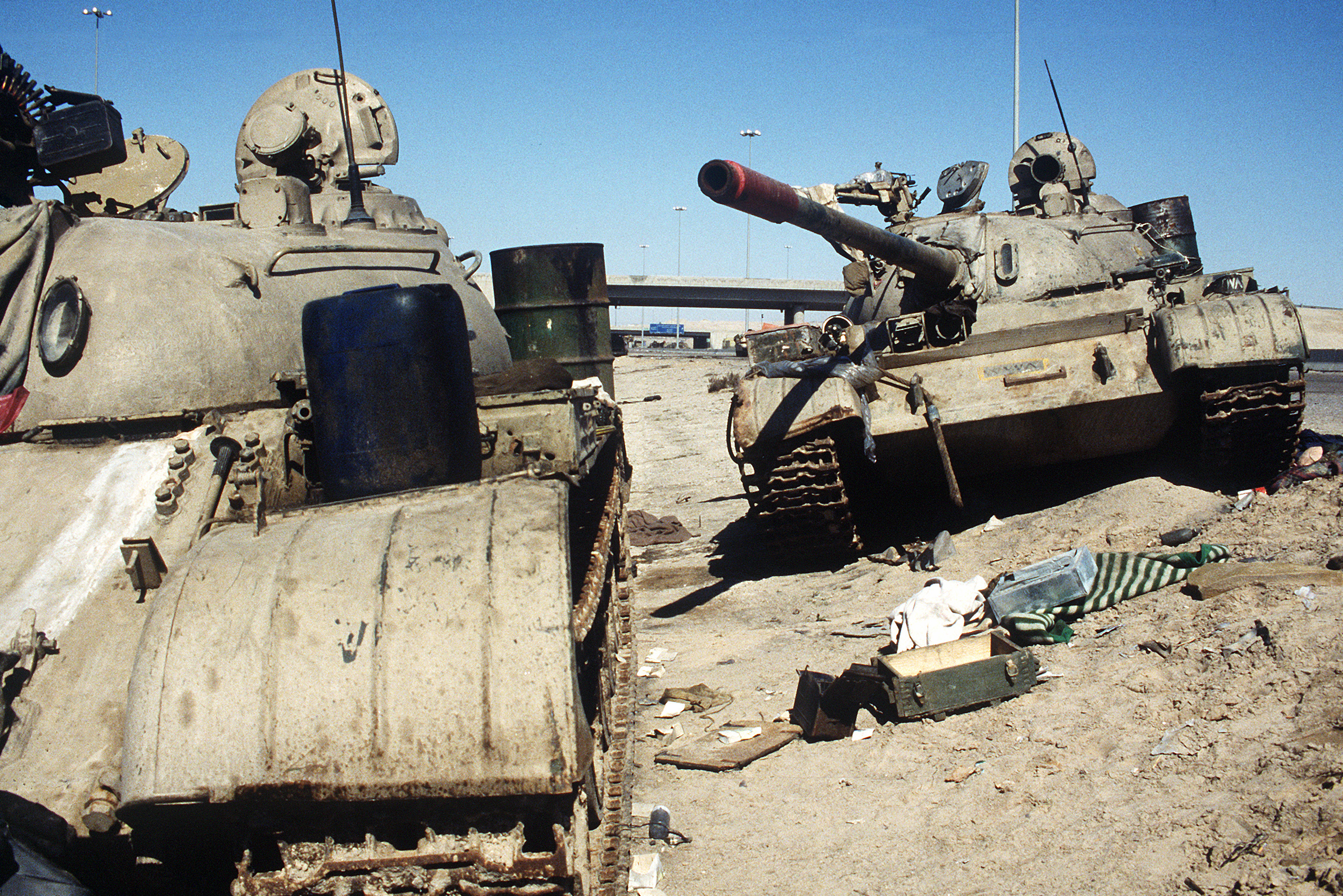
Opuštěné irácké tanky T-54 a T-55, 26. února 1991
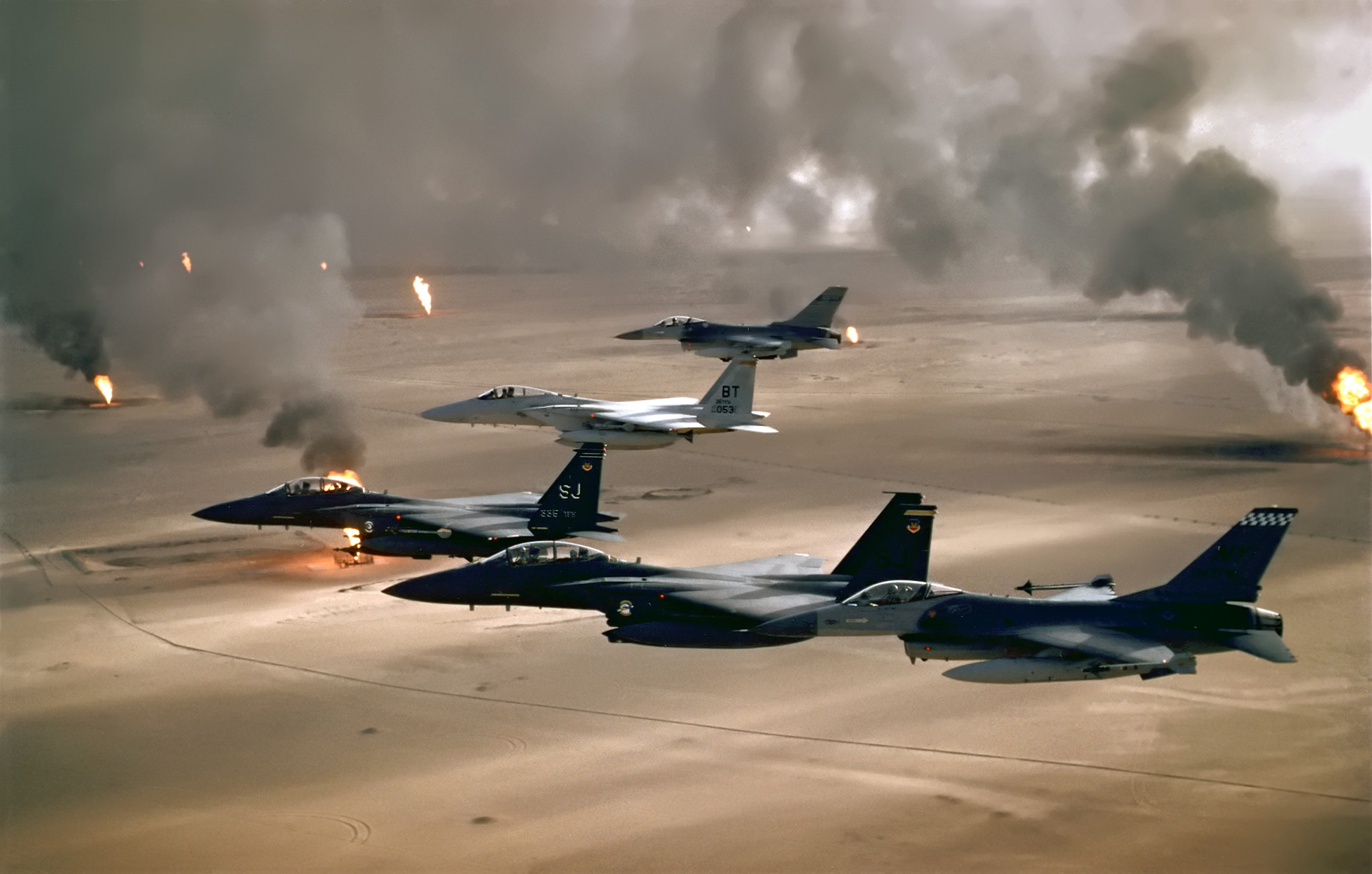
Americké F-16 a F-15 nad hořícími ropnými poli,
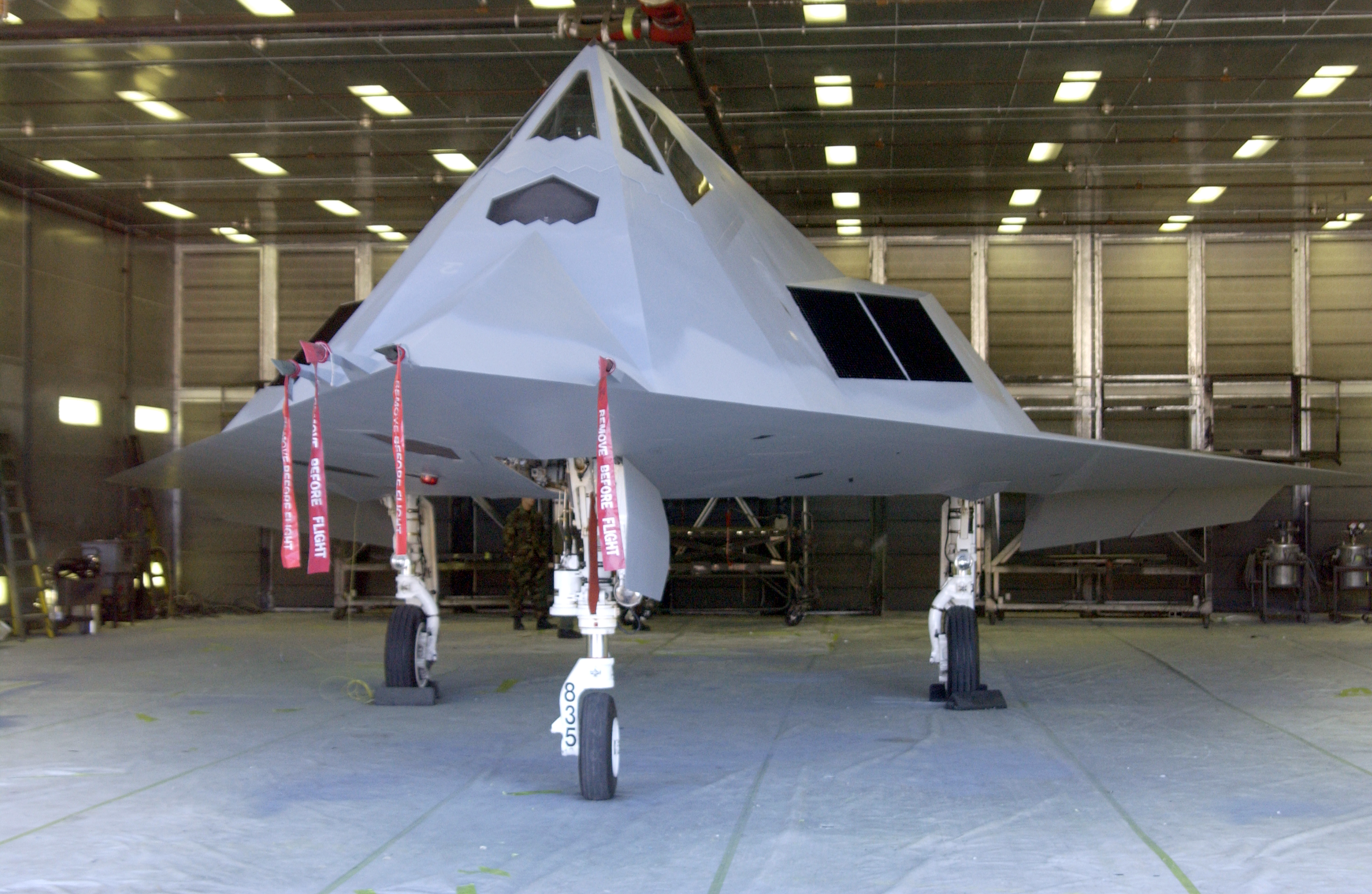
F-117